# Spatholobus oblongifolius
Spatholobus oblongifolius är en ärtväxtart som beskrevs av Elmer Drew Merrill. Spatholobus oblongifolius ingår i släktet Spatholobus och familjen ärtväxter. Inga underarter finns listade i Catalogue of Life.